# King’s Quest (игра)
King’s Quest — эпизодическая компьютерная игра в жанре фэнтезийного квеста, (официально) девятая часть серии King’s Quest. Изначально игра разрабатывалась компанией Telltale Games, с намеченным выходом на 2013 год, но в дальнейшем компания отказалась от разработки в пользу других проектов. Спустя год, в начале 2014 года, проект подобрала британско-американская компания The Odd Gentlemen, до этого выпустившая несколько игр для смартфонов. Новый анонс состоялся осенью 2014 года, а первый эпизод (A Knight To Remember) вышел 28 июля 2015 года.
Игра разделена на 5 эпизодов и эпилог. Выход последующих эпизодов продолжался на протяжении 2016 года. Эпилог вышел 20 декабря 2016 года.

## Сюжет
Король Грэм теперь стар, и жизнь его близится к концу. Его внучка Гвендолин однажды находит старый дневник Грэма, в котором тот описывал свои приключения. Вместе они садятся и читают его, и одновременно Грэм повествует своей внучке о подвигах былых лет.

### Первый эпизод (A Knight To Remember)
Игра начинается с рассказа Грэма о своём самом первом рыцарском подвиге, когда он спустился в заброшенный колодец в королевстве Давентри для того чтобы добыть Волшебное Зеркало по указу короля (часть сюжета King’s Quest: Quest for the Crown). Грэм натыкается на крошечную дверь на дне колодца, ведующую в пещеру со спящим драконом. Стараясь не разбудить дракона, Грэм добирается до зеркала и отвлекает его. Но дракон вскоре замечает пропажу и кидается за Грэмом. Грэм преодолевает препятствия, попутно создавая их дракону, но в результате тот застаёт Грэма врасплох на дне колодца. Игроку даётся выбор (в качестве последнего выстрела из лука) между тремя объектами: колокол (отвлечь дракона), колесо (освободить крылья дракона от цепей) и глаз самого дракона (ослепить дракона). В дальнейшем этот выбор скажется на концовке эпизода.
Старый Грэм заканчивает на этом свой рассказ и отправляется спать. Гвендолин тем временем встречается со своим кузеном Гартом, юношей, который собирается впервые принять участие в рыцарском турнире. Гвендолин решается тоже участвовать в нём и наутро просит совета у своего деда. Одновременно Грэм вспоминает ещё более ранний эпизод, когда он сам, будучи пареньком, впервые приехал в Давентри для того чтобы поучаствовать в подобном рыцарском турнире. Снова в зависимости от выбора игрока Грэм строит своё повествование первых дней, проведённых в Давентри.

## Интерфейс
Интерфейс игры представляет собой сочетание классического point-and-click, присутствющего в предыдущих частях, и клавиатурного задействования с элементами быстрого реагирования. При передвижении персонажа к объектам используются клавиши (действия для предметов выбираются автоматически), в диалогах, инвентаре, а также при игре от первого лица — кнопки мыши. Больше всего результат похож на движок последних игр от «Telltale Games» (начиная с серии The Walking Dead). В игре присутствуют как логические загадки, так и экшн-моменты (как, например, сценка с побегом от дракона в начале первого эпизода). Более того, сюжет имеет несколько развитий в зависимости от выбора действий и слов главного героя, поэтому один и тот же эпизод можно начать и завершить по-разному (хотя в целом это будет влиять лишь на то, какие второстепенные персонажи помогут Грэму в игре, а какие — нет).

## Разработка
В феврале 2011 года представители Telltale Games объявили, что подписали соглашение о перезагрузке серии King’s Quest в виде нескольких выпускаемых поэпизодно игр на нескольких платформах, аналогично предыдущей перезагрузке другой классической серии игр-квестов — Monkey Island — в виде игры Tales of Monkey Island. На выставке E3 2011 было сообщено, что игра не будет являться полной перезагрузкой серии; представители студии обращались к Роберте Уильямс и приглашали её присоединиться к разработке новой игры, однако та отказалась, хотя и дала ряд «очень ценных советов». Руководитель разработки Дэйв Гроссман в интервью сайту Adventure Gamers подчеркнул: «Мы хотим сделать такую игру, которая вписалась бы в существующий канон, и в которую захотели бы играть поклонники серии».
В мае 2012 года CEO Telltale Games Дэн Коннорс сообщил в интервью сайту Siliconera.com, что разработка King’s Quest затормозилась из-за занятости другими проектами — The Walking Dead: The Game и Fables; общее видение игры оставлено на усмотрение Дэйва Гроссмена и его группы.
В апреле 2013 года вице-президент Telltale Games Стив Аллисон объявил, что планировавшаяся ранее совместная разработка проекта так и не была начата из-за трудностей с лицензированием, и он не осведомлён о планах Activision на принадлежащую ей теперь франшизу King’s Quest.

## Критика
| Русскоязычные издания | Русскоязычные издания |
| Издание               | Оценка                |
| --------------------- | --------------------- |
| «Игромания»           | 7,5/10                |
| «Игры Mail.ru»        | 6/10                  |

| Игра                   | GameRankings                              | Metacritic                             |
| ---------------------- | ----------------------------------------- | -------------------------------------- |
| A Knight to Remember   | (PC) 84,14 % (XONE) 81,41 % (PS4) 78,63 % | (PC) 82/100 (XONE) 80/100 (PS4) 77/100 |
| Rubble Without a Cause | 71,27 %                                   | (XONE) 78/100 (PS4) 67/100             |

Летом 2018 года, благодаря уязвимости в защите Steam Web API, стало известно, что точное количество пользователей сервиса Steam, которые играли в игру хотя бы один раз, составляет 166 533 человека.